# J. P. Sauer & Sohn
Die J. P. Sauer & Sohn GmbH ist ein deutscher Schusswaffenhersteller mit Sitz in Isny im Allgäu im Landkreis Ravensburg in Baden-Württemberg. Das Unternehmen wurde 1751 im thüringischen Suhl gegründet und ist somit der älteste aktive deutsche Schusswaffenhersteller. Der Hersteller hat sich inzwischen auf Jagdwaffen spezialisiert und stellt heute ausschließlich Langwaffen für diesen Bereich her.

## Geschichte

### Anfänge

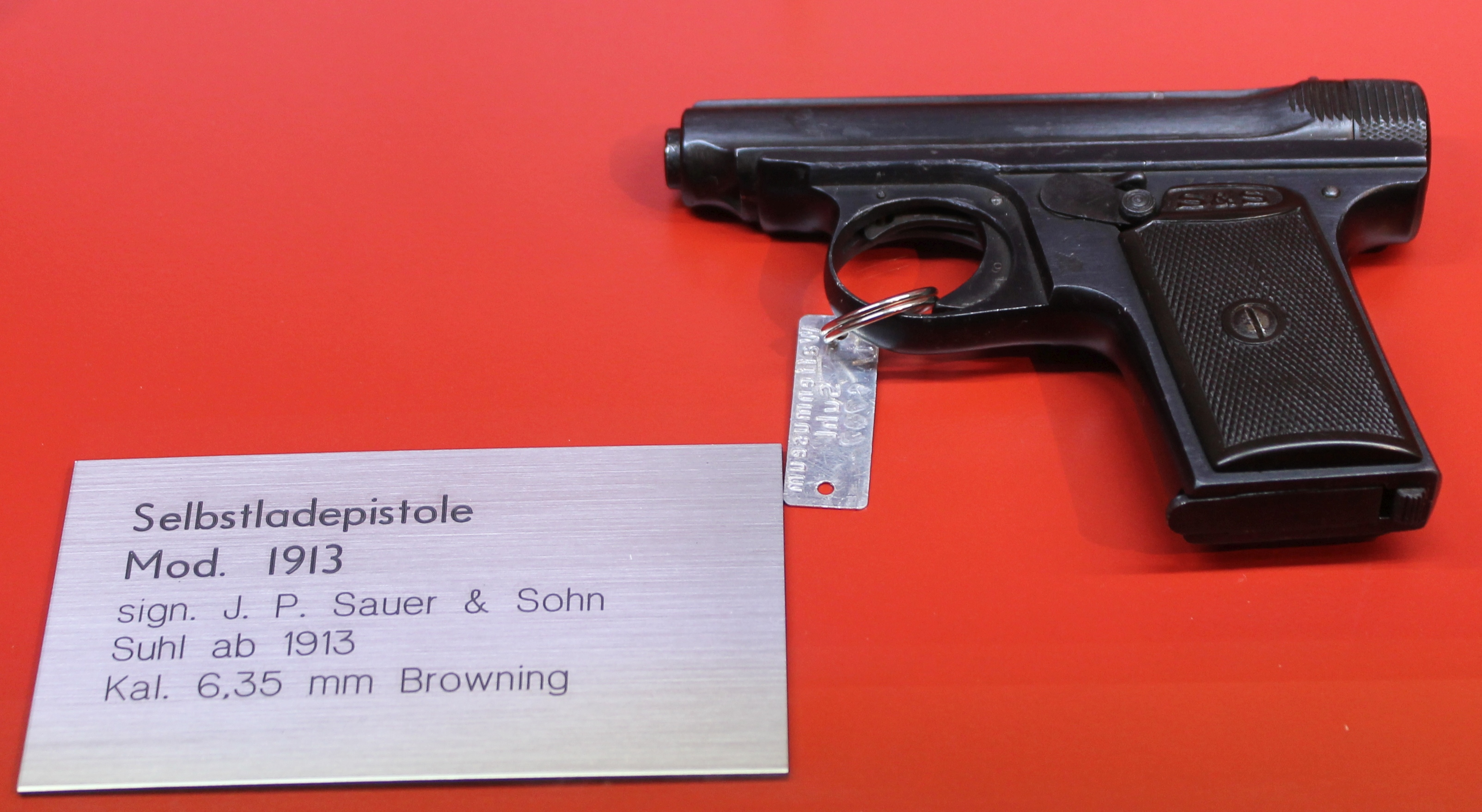
Selbstladepistole M1913

Die Familie Sauer kam im 17. Jahrhundert von Nürnberg nach Suhl. Dort gründete der Büchsenmacher und Büchsenspanner Johann Paul Sauer 1751 J. P. Sauer & Sohn. Nach bewegten Anfangsjahren konnte das kurfürstlich-sächsische Hauptzeughaus Dresden dauerhaft als Auftraggeber gewonnen werden. Zunächst wurden militärische Waffen wie Steinschlosspistolen, Gewehre und später Revolver hergestellt. Doppelflinten der Luxusklasse von Sauer waren bereits 1844 bekannt. 1880 wurde Jagdwaffen Priorität eingeräumt. Sauer & Sohn wurde Marktführer in diesem Bereich und konnte diese Stellung mit Neuentwicklungen, Patenten und Auszeichnungen festigen. Seit 1893 arbeitet Sauer & Sohn mit Krupp zusammen. Ab 1898 wurden auch Pistolen hergestellt.

### Zweiter Weltkrieg

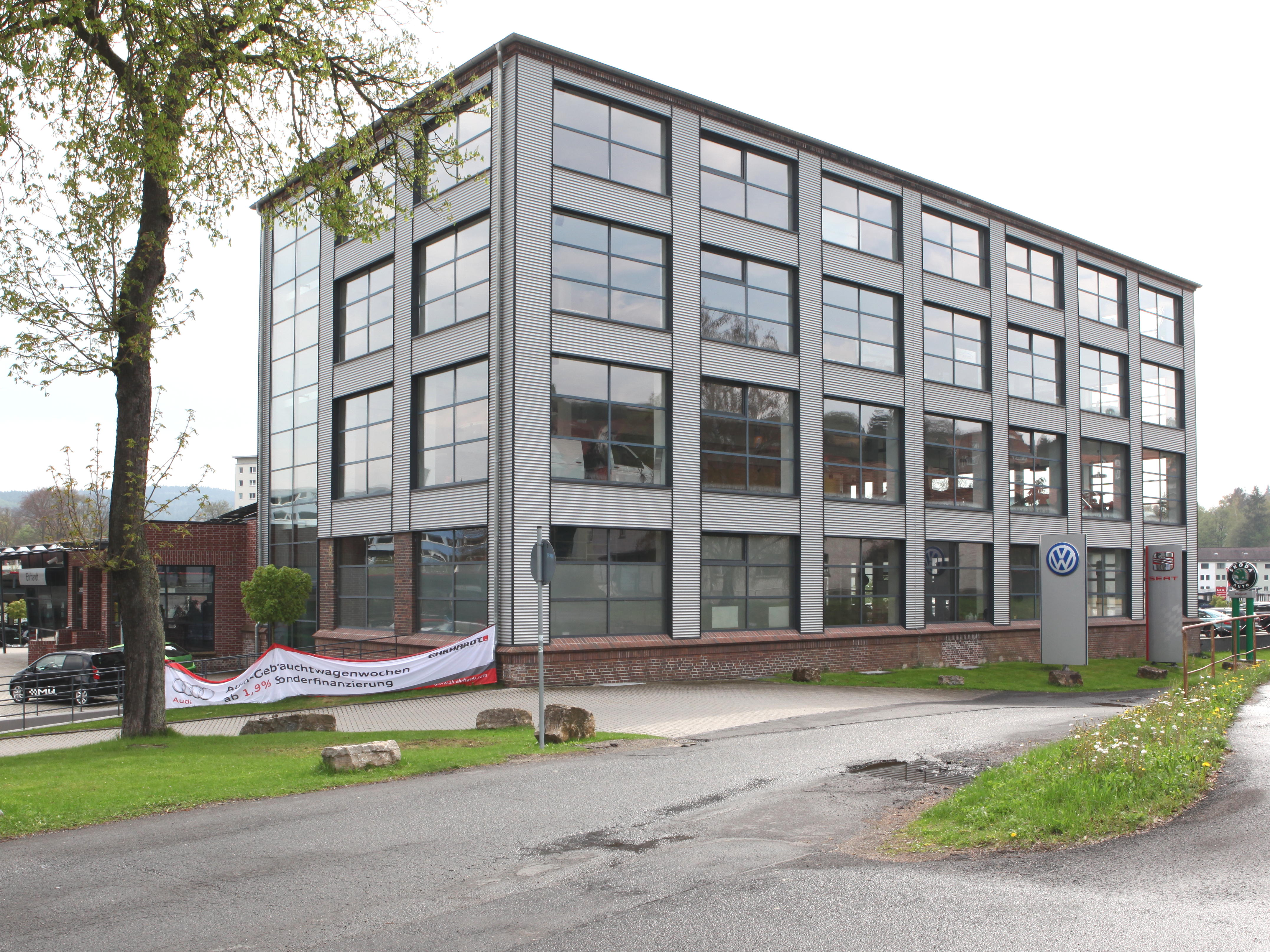
Karabinerbau in Suhl, 1937 errichtet

Zu Beginn des Zweiten Weltkrieges produzierte Sauer & Sohn wieder verstärkt Militärwaffen. Nach 1941 wurden fast ausschließlich Rüstungsgüter produziert. Die Firma Sauer war neben Mauser einer der bedeutendsten Hersteller des Standardgewehres der Wehrmacht, des in 14 Millionen Exemplaren gebauten Karabiners 98k. Die Maschinenpistole MP 44 („Sturmgewehr 44“) wurde 1944 von C. G. Haenel in Suhl entwickelt und bis Kriegsende unter anderem von Sauer & Sohn gebaut.

### Nachkriegszeit
Nach Kriegsende wurde die Produktion eingestellt und später vorübergehend als Reparationsleistung für die sowjetische Besatzungsmacht wiederaufgenommen. Zuerst wurden Schreibmaschinen hergestellt.

### Neubeginn
Zur Erhaltung des Markennamens Sauer wurde am 26. März 1951 die J. P. Sauer & Sohn Aktiengesellschaft, Sitz Eckernförde, in erster Linie von Rolf-Dietrich Sauer und dem Hamburger Kaufmann Fritz Bohmmüller gegründet. Eckernförde wurde gewählt, weil die schleswig-holsteinische Landesregierung früh Kredite zum Aufbau des Unternehmens zusagte. In Eckernförde begannen 70 Mitarbeiter aus Suhl und über 200 frühere Techniker der TVA Eckernförde mit der Herstellung von Jagdwaffen nach dem Krieg. Das Gelände der ehemaligen TVA Nord in Eckernförde-Louisenberg erhielt die Firma durch einen Erbbaurechtsvertrag auf 60 Jahre aufgrund eines Bundestagsentscheides Ende 1951. Ab 1952 wurden Kontakte in die USA, dem wichtigsten Absatzmarkt für Pistolen, geknüpft. Das Unternehmen steigerte seine Produktion und die Anzahl der Beschäftigten. Jagdwaffen verkauften sich gut nach Skandinavien. Aber auch Pakistan und Brasilien wurden mit hohen Stückzahlen beliefert. Für die inzwischen 430 Personen zählende Belegschaft wurden eigens Wohnungen in Eckernförde gebaut.
1966 wurde J.P. Sauer & Sohn in Eckernförde durch die Kompressorenfabrik Wilhelm Poppe in Kiel übernommen. Zwei Jahre später schlossen sich die Unternehmen Wilhelm Poppe, Hydromechanik Maschinenbau und die Veltrup-Werke zur J.P. Sauer & Sohn Maschinenbau GmbH zusammen. Im Jahr 1976 veräußerte die J.P. Sauer & Sohn Maschinenbau die Jagdwaffenfabrik in Eckernförde an die Schweizer Industriegesellschaft SIG. Das verbliebene Maschinenbaugeschäft firmiert heute weiter als J.P. Sauer & Sohn Maschinenbau GmbH, tritt aber öffentlich unter dem Namen Sauer Compressors auf. Im Jahr 2000 verkaufte die Schweizer SIG Holding das Waffengeschäft an die Unternehmer Michael Lüke und Thomas Ortmeier. Damit standen zeitweise hinter J. P. Sauer & Sohn GmbH, den Mitbewerbern Blaser Jagdwaffen und Mauser, dem Handelsunternehmen für „Jagd und Natur“, dem Sportwaffenhersteller Hämmerli sowie der Kettner International GmbH mit der L & O Holding die gleichen Eigentümer.
Besondere Erfolge verzeichnete das Schwesterunternehmen SIG Sauer mit den in vielen Varianten gebauten Pistolen der Baureihen P220, P225 (auch als P6 der Polizei bekannt), P226, P228, P229 und P230, die bei den verschiedensten Behörden in aller Welt eingeführt wurden.

### Das neue Jahrtausend

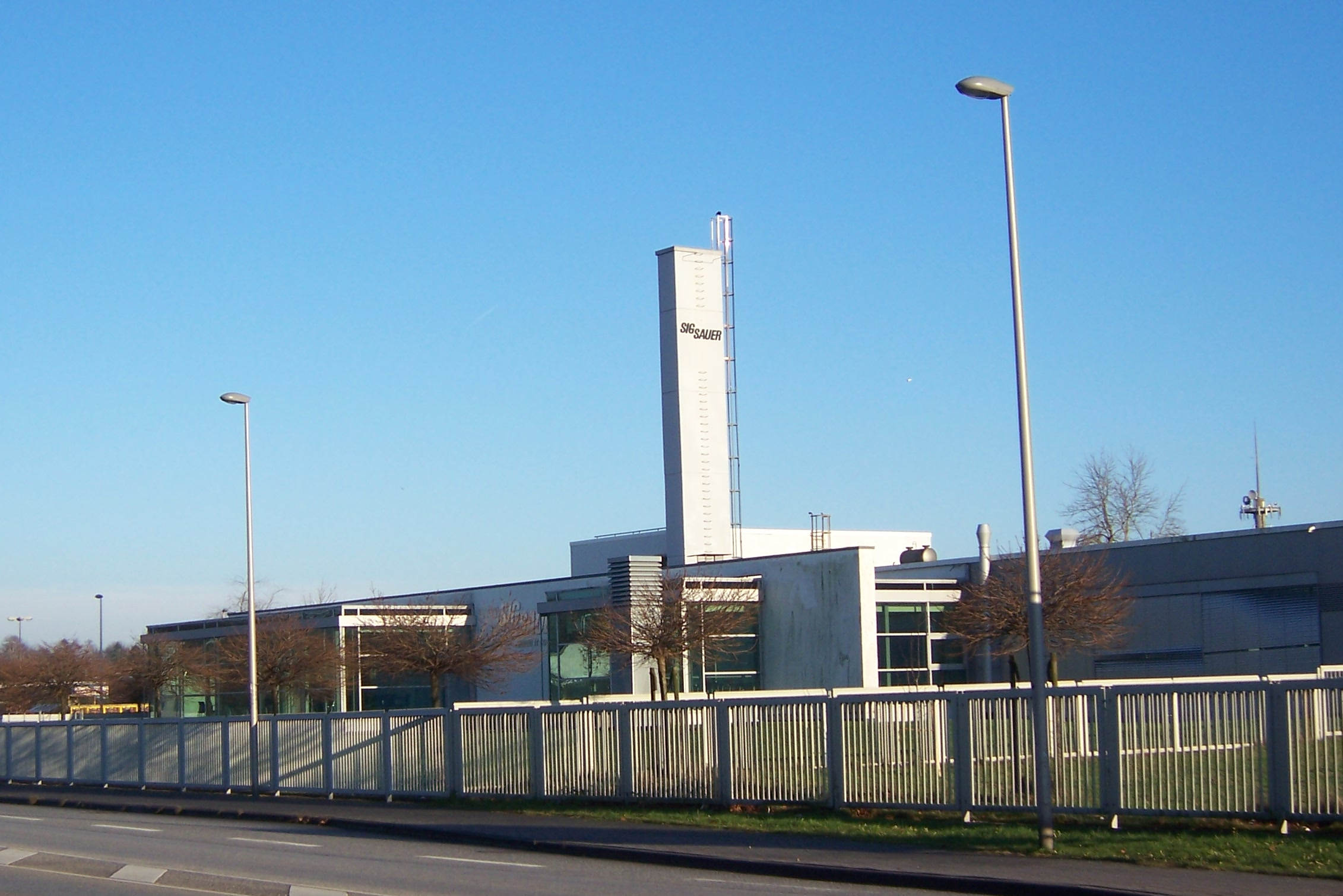
Ehemaliges Betriebsgebäude von SIG Sauer in Eckernförde

2009 wurde die J. P. Sauer & Sohn GmbH neu gegründet. Die Betriebsstätte wurde nach Isny im Allgäu verlegt, wo bereits die Schwesterunternehmen Mauser Jagdwaffen GmbH und Blaser Jagdwaffen GmbH ihre Langwaffenfertigung betreiben. Bei dieser Restrukturierungsmaßnahme wegen Misswirtschaft musste die Hälfte der Belegschaft (etwa 175 Mitarbeiter) entlassen werden. SIG Sauer blieb in Eckernförde und ist für die Kurzwaffenfertigung und die Kundenfelder Polizei, Militär sowie ziviles Sportschießen mit nicht jagdlichen Langwaffen verantwortlich.
Es war angedacht, auch vertriebliche Aktivitäten am Sitz der Holding L&O SIG SAUER GmbH & Co. KG in Emsdetten zu verstärken, jedoch wurde dieses Projekt – das einen Umzug in neue Gebäude und den Bau eines Schießstands vorsah – gestoppt, nachdem in der Presse erste Berichte und kritische Leserbriefe erschienen und die Baugenehmigungen seitens der Behörden nicht erteilt wurden.
Die in Eckernförde verbliebene Nachfolgegesellschaft Barrel International GmbH, die dort Läufe für Sauer und Blaser fertigte, wurde 2011 ebenfalls nach Isny verlegt.
Nachdem sich das Unternehmen zunächst am Standort Eckernförde auf die Produktion von Sportpistolen und -gewehren beschränken wollte, erfolgte Ende 2020 überraschend die vollständige Einstellung der Produktion und Schließung des Betriebs. Zum 1. Juni 2021 wurde auch die auf dem Werksgelände bestehende Beschussstelle des Beschussamts Kiel geschlossen.

## Produkte
Aktuelle Produkte:
- Repetierbüchsen: Sauer 505, Sauer 404, Sauer 101, Sauer 100
- Selbstladebüchsen: Sauer 303
- Flinten: Sauer SL5, Sauer Meisterwerkflinte, Sauer Artemis 12, Sauer Apollon 12